# Ouvrage à cornes
Un ouvrage à cornes est, en fortification bastionnée, un ouvrage extérieur consistant en une avancée hors du corps de la place. Il est composé d'une courtine et de deux demi-bastions, le tout étant  relié par deux ailes plus ou moins longues au fossé du corps de place.
Il est légèrement différent de l'ouvrage à couronne qui est plus complexe car ses deux fronts bastionnés sont renforcés par un bastion de tête.
Ce type d'ouvrage est généralement utilisé pour envelopper un faubourg de ville ou protéger une demi-lune.

## Fortifications dotées d'ouvrages à Cornes
- Tournai
- Longwy
- Le Quesnoy
- Soissons
- Lille (plusieurs ouvrages créés sur les fortifications de Vauban, Ypres, Gand, Noble tour et à côté de la porte des Malades)
- Brest (ouvrage de Quéliverzan)
- La Rochelle
- Bitche
- Charlemont
- Château de Sedan
- Belfort (corne de l'espérance et ouvrage à l'est du château)...

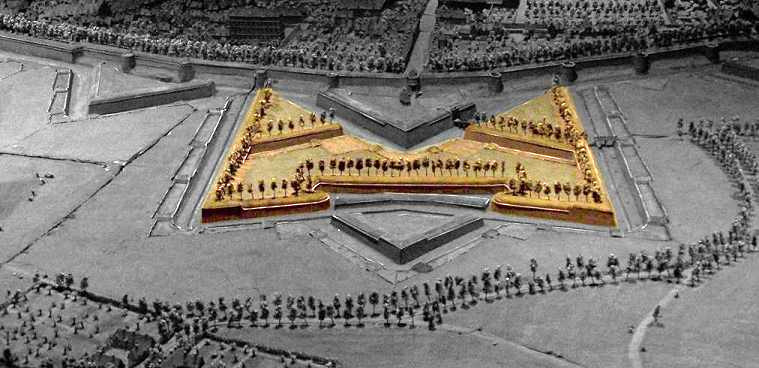
Ouvrage à cornes sur le plan-relief de Tournai.
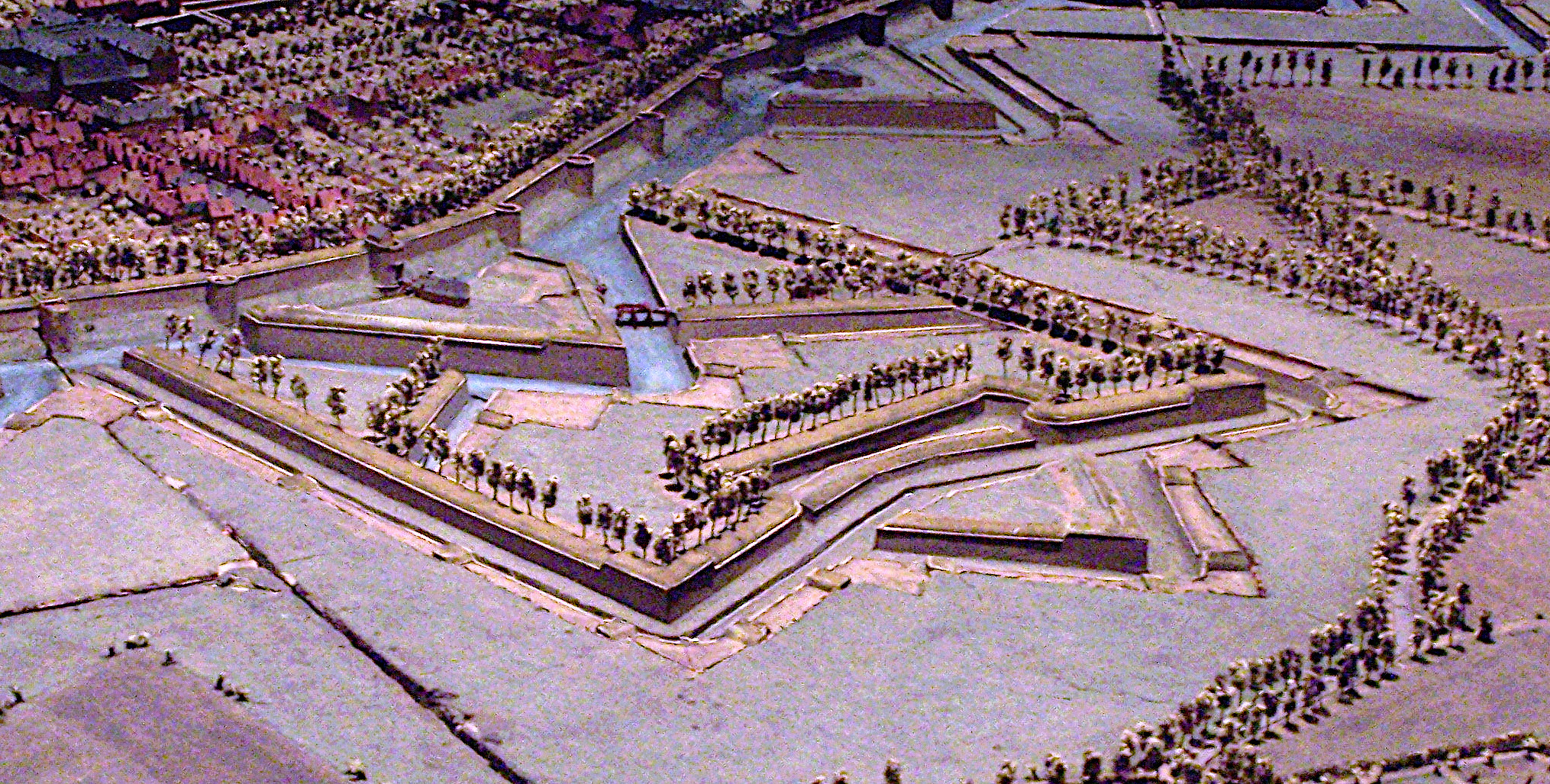
Vue sous un autre angle du même ouvrage à cornes, sur le plan-relief de Tournai.